# 5. april '81
5. april '81 è il secondo album dal vivo del gruppo rock jugoslavo Bijelo Dugme, pubblicato nel 1981.

## Tracce
Testi e musiche di Goran Bregović, eccetto dove indicato.
1. Izgledala je malo čudno u kaputu žutom krojenom bez veze – 3:18
2. U stvari ordinarna priča – 3:01
3. Ipak, poželim neko pismo – 4:12
4. I kad prođe sve, pjevat ću i tad – 2:51
5. Ne dese se takve stvari pravome muškarcu – 3:24
6. Sve ove godine (Enco Lesić, Kemal Monteno) – 2:28
7. Na zadnjem sjedištu moga auta – 3:39
8. Ha, ha, ha – 3:04
9. Bitanga i princeza – 3:45
10. Doživjeti stotu – 4:01

## Formazione
- Goran Bregović – chitarra
- Željko Bebek – voce
- Zoran Redžić – basso
- Điđi Jankelić – batteria
- Vlado Pravdić – tastiere